# 26e conseil des ministres du Canada
Confédération canadienne
25e conseil des ministres 27e conseil des ministres
Le 26e conseil des ministres du Canada (en anglais : 26th Canadian Ministry), communément appelé gouvernement Chrétien, est le gouvernement du Canada en place du 4 novembre 1993 au 12 décembre 2003, couvrant les 35e, 36e et la première moitié de la 37e législature du Canada. Le gouvernement est dirigé par le Parti libéral du Canada. Un fait particulier de ce conseil des ministres est la création du poste de secrétaire d'État non membre du cabinet, mais inclus dans le conseil des ministres. Ces postes ne sont pas retenus dans les cabinets ultérieurs.

## Composition

### 35elégislature

#### Composition initiale (4 novembre 1993)
Les fonctions en italique représentent les titres officiels attribués mais non utilisés en pratique.
| Fonction | Titulaire | Titulaire            | Parti   |
| --- | --------- | -------------------- | ------- |
| Premier ministre |           | Jean Chrétien        | Libéral |
| Vice premier-ministre Ministre de l'Environnement |           | Sheila Copps         | Libéral |
| Ministre des Affaires étrangères Ministre des Affaires extérieures |           | André Ouellet        | Libéral |
| Ministre des Affaires indiennes et du Nord canadien |           | Ron Irwin            | Libéral |
| Ministre de l'Agriculture et de l'Agro-alimentaire Ministre de l'Agriculture |           | Ralph Goodale        | Libéral |
| Ministre des Anciens combattants Ministre de la Défense nationale |           | David Collenette     | Libéral |
| Ministre de la Citoyenneté et de l'Immigration Secrétaire d'État du Canada |           | Sergio Marchi        | Libéral |
| Ministre du Commerce international Ministre du Commerce extérieur |           | Roy MacLaren         | Libéral |
| Ministre des Finances |           | Paul Martin          | Libéral |
| Ministre de l'Industrie Ministre de la Consommation et des Affaires commerciales Ministre de l'Industrie, des Sciences et de la Technologie                                                             |           | John Manley          | Libéral |
| Ministre de la Justice Procureur général du Canada |           | Allan Rock           | Libéral |
| Ministre du Patrimoine canadien Ministre des Communications Ministre du Multiculturalisme et de la Citoyenneté                                                                                          |           | Michel Dupuy         | Libéral |
| Ministre du Perfectionnement des ressources humaines Ministre de la Diversification de l'économique de l'Ouest canadien Ministre de l'Emploi et de l'Immigration Ministre du Travail                    |           | Lloyd Axworthy       | Libéral |
| Ministre des Ressources naturelles Ministre de l'Énergie, des Mines et des Ressources Ministre des Forêts                                                                                               |           | Anne McLellan        | Libéral |
| Ministre des Travaux publics et des Services gouvernementaux Ministre de l'Agence de promotion économique du Canada atlantique Ministre des Approvisionnements et Services Ministre des Travaux publics |           | David Dingwall       | Libéral |
| Ministre des Pêches et des Océans |           | Brian Tobin          | Libéral |
| Ministre du Revenu national |           | David Anderson       | Libéral |
| Ministre de la Santé Ministre de la Santé nationale et du Bien-être social |           | Diane Marleau        | Libéral |
| Ministre des Transports |           | Doug Young           | Libéral |
| Président du Conseil du Trésor |           | Art Eggleton         | Libéral |
| Solliciteur général du Canada |           | Herb Gray            | Libéral |
| Secrétaire d'État |           |                      |         |
| Secrétaire d'État (Affaires parlementaires) |           | Fernand Robichaud    | Libéral |
| Secrétaire d'État (Amérique latine et Afrique) |           | Christine Stewart    | Libéral |
| Secrétaire d'État (Anciens combattants) |           | Lawrence MacAulay    | Libéral |
| Secrétaire d'État (Asie-Pacifique) |           | Raymond Chan         | Libéral |
| Secrétaire d'État (Formation et Jeunesse) |           | Ethel Blondin-Andrew | Libéral |
| Secrétaire d'État (Institutions financières internationales) |           | Douglas Peters       | Libéral |
| Secrétaire d'État (Multiculturalisme-Situation de la femme) |           | Sheila Finestone     | Libéral |
| Secrétaire d'État (Sciences, Recherche et Développement) |           | Jon Gerrard          | Libéral |
| Fonctions parlementaires |           |                      |         |
| Leader du gouvernement à la Chambre des communes |           | Herb Gray            | Libéral |
| Leader du gouvernement au Sénat |           | Joyce Fairbaim       | Libéral |

#### Remaniement (25 janvier 1996)
Les noms en italique indiquent les ministres qui changent de portefeuille, en gras les nouveaux membres du cabinet.
| Fonction, | Titulaire | Titulaire            | Parti   |
| --- | --------- | -------------------- | ------- |
| Premier ministre |           | Jean Chrétien        | Libéral |
| Vice première-ministre Ministre du Patrimoine canadien Ministre des Communications Ministre du Multiculturalisme et de la Citoyenneté                                                                                           |           | Sheila Copps         | Libéral |
| Ministre des Affaires étrangères |           | Lloyd Axworthy       | Libéral |
| Ministre des Affaires indiennes et du Nord canadien |           | Ron Irwin            | Libéral |
| Ministre de l'Agriculture et de l'Agro-alimentaire |           | Ralph Goodale        | Libéral |
| Ministre des Anciens combattants Ministre de la Défense nationale |           | David Collenette     | Libéral |
| Ministre du Commerce international |           | Art Eggleton         | Libéral |
| Ministre de la Coopération internationale Ministre responsable de la Francophonie |           | Pierre Pettigrew     | Aucune  |
| Ministre de l'Environnement |           | Sergio Marchi        | Libéral |
| Ministre de la Citoyenneté et de l'Immigration Secrétaire d'État |           | Lucienne Robillard   | Libéral |
| Présidente du Conseil privé de la Reine pour le Canada Ministre des Affaires intergouvernementales |           | Stéphane Dion        | Aucun   |
| Présidente du Conseil du Trésor Ministre responsable de l'Infrastructure |           | Marcel Massé         | Libéral |
| Ministre du Développement des ressources humaines Ministre de l'Emploi et de l'Immigration |           | Doug Young           | Libéral |
| Ministre des Finances |           | Paul Martin          | Libéral |
| Ministre de l'Industrie Ministre de l'Agence de promotion économique du Canada atlantique Ministre de la Diversification de l'économie de l'Ouest canadien Ministre chargé du Bureau fédéral de développement régional (Québec) |           | John Manley          | Libéral |
| Ministre de la Justice Procureur général du Canada |           | Allan Rock           | Libéral |
| Ministre des Ressources naturelles |           | Anne McLellan        | Libéral |
| Ministre des Travaux publics et des Services gouvernementaux Ministre des Approvisionnements et Services Ministre des Travaux publics                                                                                           |           | Diane Marleau        | Libéral |
| Ministre des Pêches et des Océans |           | Fred Mifflin         | Libéral |
| Ministre du Revenu national |           | Jane Stewart         | Libéral |
| Ministre de la Santé Ministre de la Santé nationale et du Bien-être social |           | David Dingwall       | Libéral |
| Solliciteur général du Canada |           | Herb Gray            | Libéral |
| Ministre des Transports |           | David Anderson       | Libéral |
| Ministre du Travail |           | Alfonso Gagliano     | Libéral |
| Secrétaire d'État |           |                      |         |
| Secrétaire d’État — Agriculture et Agro-alimentaire, Pêches et Océans |           | Fernand Robichaud    | Libéral |
| Secrétaire d’État — Amérique latine et Afrique |           | Christine Stewart    | Libéral |
| Secrétaire d’État — Anciens combattants — Agence de promotion économique du Canada atlantique |           | Lawrence MacAulay    | Libéral |
| Secrétaire d’État — Asie-Pacifique |           | Raymond Chan         | Libéral |
| Secrétaire d’État — Bureau fédéral de développement régional (Québec) |           | Martin Cauchon       | Libéral |
| Secrétaire d’État — Formation et jeunesse |           | Ethel Blondin-Andrew | Libéral |
| Secrétaire d'État — Institutions financières internationales |           | Douglas Peters       | Libéral |
| Secrétaire d’État — Multiculturalisme — Situation de la femme |           | Hedy Fry             | Libéral |
| Secrétaire d’État — Sciences, Recherche et Développement — Diversification de l'économie de l'Ouest canadien |           | Jon Gerrard          | Libéral |
| Fonctions parlementaires |           |                      |         |
| Leader du gouvernement à la Chambre des communes |           | Herb Gray            | Libéral |
| Leader du gouvernement au Sénat Ministre responsable de l'alphabétisation |           | Joyce Fairbaim       | Libéral |

### 37elégislature

#### Remaniement (15 janvier 2002)
Les noms en italique indiquent les ministres qui changent de portefeuille, en gras les nouveaux membres du cabinet.
| Fonction | Titulaire | Titulaire            | Parti   |
| --- | --------- | -------------------- | ------- |
| Premier ministre |           | Jean Chrétien        | Libéral |
| Vice premier-ministre Ministre de l'Infrastructure et des Sociétés d'État                                                                  |           | John Manley          | Libéral |
| Ministre des Affaires étrangères |           | Bill Graham          | Libéral |
| Ministre des Affaires indiennes et du Nord canadien                                                                                        |           | Bob Nault            | Libéral |
| Ministre de l'Agriculture et de l'Agro-alimentaire                                                                                         |           | Lyle Vanclief        | Libéral |
| Ministre des Anciens combattants |           | Rey Pagtakhan        | Libéral |
| Ministre du Commerce international |           | Pierre Pettigrew     | Libéral |
| Ministre de la Coopération internationale                                                                                                  |           | Susan Whelan         | Libéral |
| Ministre de l'Environnement |           | David Anderson       | Libéral |
| Ministre de la Citoyenneté et de l'Immigration                                                                                             |           | Denis Coderre        | Libéral |
| Ministre de la Défense nationale |           | Art Eggleton         | Libéral |
| Ministre du Développement des ressources humaines                                                                                          |           | Jane Stewart         | Libéral |
| Ministre des Finances |           | Paul Martin          | Libéral |
| Ministre de l'Industrie |           | Allan Rock           | Libéral |
| Ministre de la Justice Procureur général du Canada                                                                                         |           | Martin Cauchon       | Libéral |
| Ministre du Patrimoine canadien |           | Sheila Copps         | Libéral |
| Ministre des Ressources naturelles |           | Herb Dhaliwal        | Libéral |
| Ministre des Travaux publics et des Services gouvernementaux                                                                               |           | Don Boudria          | Libéral |
| Ministre des Pêches et des Océans |           | Robert Thibault      | Libéral |
| Ministre du Revenu national |           | Elinor Caplan        | Libéral |
| Ministre de la Santé |           | Anne McLellan        | Libéral |
| Solliciteur général du Canada |           | Lawrence MacAulay    | Libéral |
| Ministre des Transports |           | David Collenette     | Libéral |
| Ministre du Travail Secrétaire d’État — Multiculturalisme — Situation de la femme                                                          |           | Claudette Bradshaw   | Libéral |
| Présidente du Conseil privé de la Reine pour le Canada Ministre des Affaires intergouvernementales                                         |           | Stéphane Dion        | Libéral |
| Présidente du Conseil du Trésor |           | Lucienne Robillard   | Libéral |
| Ministre d'État |           |                      |         |
| Ministre d’État Ministre responsable de la Commission canadienne du blé Interlocuteur fédéral auprès des Métis et des Indiens non inscrits |           | Ralph Goodale        | Libéral |
| Ministre d’État — Agence de promotion économique du Canada atlantique                                                                      |           | Gerry Byrne          | Libéral |
| Secrétaire d'État |           |                      |         |
| Secrétaire d’État — Agence de développement économique du Canada pour les régions du Québec                                                |           | Claude Drouin        | Libéral |
| Secrétaire d’État — Amérique latine et Afrique — Francophonie                                                                              |           | Denis Paradis        | Libéral |
| Secrétaire d’État — Asie-Pacifique |           | David Kilgour        | Libéral |
| Secrétaire d’État — Développement rural — Initiative fédérale du développement économique dans le Nord de l’Ontario                        |           | Andrew Mitchell      | Libéral |
| Secrétaire d’État — Diversification de l’économie de l’Ouest canadien — Affaires indiennes et du Nord canadien                             |           | Stephen Owen         | Libéral |
| Secrétaire d’État — Enfance et Jeunesse |           | Ethel Blondin-Andrew | Libéral |
| Secrétaire d’État — Institutions financières internationales                                                                               |           | John McCallum        | Libéral |
| Secrétaire d’État — Sciences, Recherches et Développement                                                                                  |           | Maurizio Bevilacqua  | Libéral |
| Secrétaire d’État — Sport amateur |           | Paul DeVillers       | Libéral |
| Fonctions parlementaires |           |                      |         |
| Leader du gouvernement à la Chambre des communes                                                                                           |           | Ralph Goodale        | Libéral |
| Leader adjoint du gouvernement à la Chambre des communes                                                                                   |           | Paul DeVillers       | Libéral |
| Leader du gouvernement au Sénat |           | Sharon Carstairs     | Libéral |

#### Remaniement (26 mai 2002)
Quelques mois après le remaniement de janvier 2002 le premier ministre procède à certains ajustements:
- Responsabilités additionnelles :
  - Rey Pagtakhan obtient le titre de Secrétaire d’État — Sciences, Recherches et Développement en plus de son titre de ministre des Anciens combattants ;
- Changements de poste :
  - Don Boudria est nommé leader du gouvernement à la Chambre des communes à la place de Ralph Goodale ;
  - Ralph Goodale est nommé ministre des Travaux publics et des Services gouvernementaux (en remplacement de Don Boudria). Il conserve ses autres fonctions ministérielles ;
  - Maurizio Bevilacqua est nommé Secrétaire d’État — Institutions financières internationales ;
  - John McCallum est nommé ministre de la Défense nationale ;
- Entrée et sortie du cabinet :
  - Jean Augustine est nommée Secrétaire d’État — Multiculturalisme — Situation de la femme à la place de Claudette Bradshaw ;
  - Art Eggleton quitte le cabinet.

#### Ajustement (2 juin 2002)
À la suite de la démission de Paul Martin, le premier ministre nomme John Manley ministre des Finances et ministre de l'Infrastructure, en plus de son titre de vice-premier ministre.

#### Ajustement (22 octobre 2002)
Wayne Easter remplace Lawrence MacAulay au poste de solliciteur général.

## Conseils des ministres et membre du cabinet
- Premier ministre du Canada
  - 4 novembre 1993 – 12 décembre 2003: Jean Chrétien
- Vice-premier ministre du Canada
  - 4 novembre 1993 – 30 avril 1996: Sheila Copps
  - 1er mai 1996 – 18 juin 1996: Vacant
  - 19 juin 1996 – 10 juin 1997: Sheila Copps
  - 11 juin 1997 – 14 janvier 2002: Herbert Eser Gray
  - 15 janvier 2002 – 12 décembre 2003: John Manley
- Ministère de l'Agriculture 
  - 4 novembre 1993 - 11 janvier 1995: Ralph E. Goodale
  - Devient le ministère de l'Agriculture et de l'Agroalimentaire.
- Ministère de l'Agriculture et Agroalimentaire
  - Représenté par le ministère de l'Agriculture.
  - 12 janvier 1995 – 10 juin 1997: Ralph E. Goodale
  - 11 juin 1997 - 12 décembre 2003: Lyle Vanclief
- Ministère de l'Agence des Opportunités du Canada de l'Atlantique
  - 4 novembre 1993 – 24 janvier 1996: David Charles Dingwall
  - 25 janvier 1996 – 16 octobre 2000: John Manley
  - 17 octobre 2000 – 14 janvier 2002: Brian Tobin
  - 15 janvier 2002 – 12 décembre 2003: Allan Rock
- Ministère du Patrimoine canadien
  - Représenté par le ministère des Communications et le ministère du Multiculturalisme et de la Citoyenneté.
  - 12 juillet 1996 – 12 décembre 2003: Sheila Copps
- Ministère de la Citoyenneté et Immigration Canada
  - 30 juin 1994 – 24 janvier 1996: Sergio Marchi
  - 25 janvier 1996 – 2 août 1999: Lucienne Robillard
  - 3 août 1999 – 14 janvier 2002: Elinor Caplan
  - 15 janvier 2002 – 12 décembre 2003: Denis Coderre
- Ministère des communications
  - 4 novembre 1993 – 24 janvier 1996: Michel Dupuy
  - 25 janvier 1996 – 30 avril 1996: Sheila Copps
  - 1er mai 1996 – 18 juin 1996: Vacant
  - 19 juin 1996 - 11 juillet 1996: Sheila Copps
  - Devint le ministère du Patrimoine
- Ministère des Consommateurs et des Affaires corporatives
  - 4 novembre 1993 - 28 mars 1995: John Manley
  - Devint le ministère de l'Industrie.
- Ministère de l'Emploi et de l'Immigration
  - 4 novembre 1993 - 24 janvier 1996: Lloyd Axworthy
  - 25 janvier 1996 - 11 juillet 1996: Douglas Young
  - Devint le ministère du Développement des Ressources humaines.
- Ministère de l'Énergie, des Mines et des Ressources
  - 4 novembre 1993 - 11 janvier 1995: Anne McLellan
  - Devint le ministère des Ressources naturelles.
- Ministère de l'Environnement
  - 4 novembre 1993 - 24 janvier 1996: Sheila Copps
  - 25 janvier 1996 - 10 juin 1997: Sergio Marchi
  - 11 juin 1997 - 2 août 1999: Christine Stewart
  - 3 août 1999 - 12 décembre 2003: David Anderson
- Ministère des Finances
  - 4 novembre 1993 - 2 juin 2002: Paul Martin
  - 2 juin 2002 - 12 décembre 2003: John Manley
- Ministère des Pêches et Océans
  - 4 novembre 1993 - 8 janvier 1996: Brian Tobin
  - 25 janvier 1996 - 10 juin 1997: Fred J. Mifflin
  - 11 juin 1997 - 2 août 1999: David Anderson
  - 3 août 1999 - 14 janvier 2002: Herb Dhaliwal
  - 15 janvier 2002 - 12 décembre 2003: Robert G. Thibault
- Ministère des Affaires étrangères
  - Sous le contrôle du Secrétaire d'État aux Affaires extérieures
  - 13 mai 1995 - 24 janvier 1996 André Ouellet
  - 25 janvier 1996 - 16 octobre 2000 Lloyd Axworthy
  - 17 octobre 2000 - 15 janvier 2002 John Manley
  - 16 janvier 2002 - 12 décembre 2003 William Graham
- Ministère de la Forêt
  - 4 November 1993 - 11 January 1995: Anne McLellan
  - Became Minister of Natural Resources.
- Ministère de la Santé
  - Dirigé par le ministère de la Santé nationale et du Bien-être.
  - 12 juillet 1996 - 10 juin 1997: David Charles Dingwall
  - 11 juin 1997 - 14 janvier 2002: Allan Rock
  - 15 janvier 2002 - 12 décembre 2003: Anne McLellan
- Ministère des Ressources humaines et des Compétences
  - Dirigé par le ministère de l'Emploi et de l'Immigration.
  - 12 juillet 1996 - 3 octobre 1996: Douglas Young
  - 4 octobre 1996 - 2 août 1999: Pierre Pettigrew
  - 3 août 1999 - 12 décembre 2003: Jane Stewart
- Ministère des Affaires indiennes et du Nord canadien
  - 4 novembre 1993 - 10 juin 1997: Ron Irwin
  - 11 juin 1997 - 2 août 1999: Jane Stewart
  - 3 août 1999 - 12 décembre 2003: Robert Daniel Nault
- Ministère de l'Industrie
  - Dirigé par le ministère des Consommateurs et des Affaires corporatives et par le Ministère de l'Industrie, des Sciences et des Technologies.
  - 29 mars 1995 - 16 octobre 2000: John Manley
  - 17 octobre 2000 - 14 janvier 2002: Brian Tobin
  - 15 janvier 2002 - 12 décembre 2003: Allan Rock
- Ministère de l'Industrie, des Sciences et des Technologies
  - 4 novembre 1993 - 28 mars 1995: John Manley
  - Devint le ministère de l'Industrie.
- Ministère de la Coopération internationale
  - 25 janvier 1996 - 3 octobre 1996: Pierre Pettigrew
  - 4 octobre 1996 - 10 juin 1997: Don Boudria
  - 11 juin 1997 - 2 août 1999: Diane Marleau
  - 3 août 1999 - 14 janvier 2002: Maria Minna
  - 15 janvier 2002 - 12 décembre 2003: Susan Whelan
- Ministère du Commerce international
  - 4 novembre 1993 - 24 janvier 1996: Roy MacLaren
  - 25 janvier 1996 - 10 juin 1997: Arthur C. Eggleton
  - 11 juin 1997 - 2 août 1999: Sergio Marchi
  - 3 août 1999 - 12 décembre 2003: Pierre Pettigrew
- Ministère des Affaires intergouvernementales
  - 4 novembre 1993 - 24 janvier 1996: Marcel Massé
  - 25 janvier 1996 - 12 décembre 2003: Stéphane Dion
- Ministère de la Justice
  - 4 novembre 1993 - 10 juin 1997: Allan Rock
  - 11 juin 1997 - 14 janvier 2002: Anne McLellan
  - 15 janvier 2002 - 12 décembre 2003: Martin Cauchon
- Procureur général
  - 4 novembre 1993 - 12 décembre 2003: ministre de la Justice (Ex officio)
  - 4 novembre 1993 - 10 juin 1997: Allan Rock
  - 11 juin 1997 - 14 janvier 2002: Anne McLellan
  - 15 janvier 2002 - 12 décembre 2003: Martin Cauchon
- Ministère du Travail
  - 4 novembre 1993 - 21 février 1995: Lloyd Axworthy
  - 22 février 1995 - 24 janvier 1996: Lucienne Robillard
  - 25 janvier 1996 - 10 juin 1997: Alfonso Gagliano
  - 11 juin 1997 - 22 novembre 1998: Lawrence MacAulay
  - 23 novembre 1998 - 12 décembre 2003: Claudette Bradshaw
- Ministère du Multiculturalisme et de la Citoyenneté
  - 4 novembre 1993 - 24 janvier 1996: Michel Dupuy
  - 25 janvier 1996 - 30 avril 1996: Sheila Copps
  - 1er mai 1996 - 18 juin 1996: Vacant
  - 19 juin 1996 - 11 juillet 1996: Sheila Copps
  - Devint le ministère du Patrimoine canadien.
- Ministère de la Défense nationale
  - 4 novembre 1993 - 4 octobre 1996: David Michael Collenette
  - 4 octobre 1996 - 10 juin 1997: Douglas Young
  - 11 juin 1997 - 26 mai 2002: Arthur C. Eggleton
  - 26 mai 2002 - 12 décembre 2003: John McCallum
- Ministère de la Santé nationale et du Bien-être
  - 4 novembre 1993 - 24 janvier 1996: Diane Marleau
  - 25 janvier 1996 - 11 juillet 1996: David Charles Dingwall
  - Devint le ministère de la Santé.
- Ministère du Revenu national
  - 4 novembre 1993 - 24 janvier 1996: David Anderson
  - 25 janvier 1996 - 10 juin 1997: Jane Stewart
  - 11 juin 1997 - 2 août 1999: Herb Dhaliwal
  - 3 août 1999 - 14 janvier 2002: Martin Cauchon
  - 15 janvier 2002 - 12 décembre 2003: Elinor Caplan
- Ministère des Ressources naturelles
  - Dirigé par le ministère de l'Énergie, des Mines et des Ressources et par le Ministère de la Forêt.
  - 12 janvier 1995 - 10 juin 1997: Anne McLellan
  - 11 juin 1997 - 14 janvier 2002: Ralph E. Goodale
  - 15 janvier 2002 - 12 décembre 2003: Herb Dhaliwal
- Ministère des Travaux publics
  - 4 novembre 1993 - 24 janvier 1996: David Charles Dingwall
  - 25 janvier 1996 - 11 juillet 1996: Diane Marleau
  - Devint le ministère des Travaux publics et des Services gouvernementaux.
- Ministère des Travaux publics et des Services gouvernementaux
  - Dirigé par le ministère des Travaux publics, des Ressources et des Services.
  - 12 juillet 1996 - 10 juin 1997: Diane Marleau
  - 11 juin 1997 - 14 janvier 2002: Alfonso Gagliano
  - 15 janvier 2002 - 25 mai 2002: Don Boudria
  - 26 mai 2002 - 12 décembre 2003: Ralph Goodale
- Ministère des Ressources et des Services
  - 4 novembre 1993 - 24 janvier 1996: David Charles Dingwall
  - 25 janvier 1996 - 11 juillet 1996: Diane Marleau
  - Devint le ministère des Travaux publics et des Services gouvernementaux.
- Ministère des Transports
  - 4 novembre 1993 - 24 janvier 1996: Douglas Young
  - 25 janvier 1996 - 10 juin 1997: David Anderson
  - 11 juin 1997 - 12 décembre 2003: David Michael Collenette
- Ministère des Affaires des Vétérans
  - 4 novembre 1993 - 4 octobre 1996: David Michael Collenette
  - 4 octobre 1996 - 10 juin 1997: Douglas Young
  - 11 juin 1997 - 2 août 1999: Fred J. Mifflin
  - 3 août 1999 - 16 octobre 2000: George Baker
  - 17 octobre 2000 - 14 janvier 2002: Ronald J. Duhamel
  - 15 janvier 2002 - 12 décembre 2003: Rey Pagtakhan
- Ministère de la Diversification de l'Économie de l'Ouest canadien
  - 4 novembre 1993 - 24 janvier 1996: Lloyd Axworthy
  - 25 janvier 1996 - 16 octobre 2000: John Manley
  - 17 octobre 2000 - 14 janvier 2002: Brian Tobin
  - 15 janvier 2002 - 12 décembre 2003: Allan Rock
- Leader du gouvernement à la Chambre des communes
  - 4 novembre 1993 - 10 juin 1997: Herbert Eser Gray
  - 11 juin 1997 - 14 janvier 2002: Don Boudria
  - 15 janvier 2002 - 25 mai 2002: Ralph E. Goodale
  - 26 mai 2002 - 12 décembre 2003: Don Boudria
- Leader du gouvernement au Sénat
  - 4 novembre 1993 - 10 juin 1997: Joyce Fairbairn
  - 11 juin 1997 - 3 octobre 1999: Bernard Alasdair Graham
  - 4 octobre 1999 - 8 janvier 2001: J. Bernard Boudreau
  - 9 janvier 2001 - 12 décembre 2003: Sharon Carstairs
- Président du Conseil privé
  - 4 novembre 1993 - 24 janvier 1996: Marcel Massé
  - 25 janvier 1996 - 12 décembre 2003: Stéphane Dion
- Président du Conseil du Trésor
  - 4 novembre 1993 - 24 janvier 1996: Arthur C. Eggleton
  - 25 janvier 1996 - 2 août 1999: Marcel Massé
  - 3 août 1999 - 12 décembre 2003: Lucienne Robillard
- Secrétaire d'État du Canada
  - 4 novembre 1993 - 24 janvier 1996: Sergio Marchi
  - 25 janvier 1996 - 12 juillet 1996: Lucienne Robillard
- Secrétaire d'État des Affaires externes
  - 4 novembre 1993 - 12 mai 1995: André Ouellet
  - Devint le ministère des Affaires étrangères.
- Solliciteur général du Canada
  - 4 novembre 1993 - 10 juin 1997: Herbert Eser Gray
  - 11 juin 1997 - 23 novembre 1998: Andy Scott
  - 23 novembre 1998 - 22 octobre 2002: Lawrence MacAulay
  - 22 octobre 2002 - 12 décembre 2003: Arnold Wayne Easter
- Ministre d'État responsable de l'Agence de Développement de l'Atlantique canadien
  - 17 octobre 2000 - 8 janvier 2001: J. Bernard Boudreau
  - 9 janvier 2001 - 15 janvier 2002: Robert G. Thibault
  - 16 janvier 2002 - 12 décembre 2003: Gerry Byrne
- Ministre d'État du premier ministre
  - 11 juin 1997 - 14 janvier 2002: Herbert Eser Gray
  - 15 janvier 2002 - 1er juin 2002: John Manley
- Ministre d'État du Leader du gouvernement à la Chambre des Communes
  - 11 juin 1997 - 14 janvier 2002: Don Boudria
  - 15 janvier 2002 - 25 mai 2002: Ralph E. Goodale
  - 26 mai 2002 - 12 décembre 2003: Don Boudria
- Ministre responsable de la Francophonie
  - 25 janvier 1996 - 3 octobre 1996: Pierre Pettigrew
  - 4 octobre 1996 - 10 juin 1997: Don Boudria
- Ministre responsable des Infrastructures
  - 4 novembre 1993 - 24 janvier 1996: Arthur C. Eggleton
  - 25 janvier 1996 - 2 août 1999: Marcel Massé
- Ministre responsable du Renouvellement des Services publics
  - 4 novembre 1993 - 24 janvier 1996: Marcel Massé
- Ministre responsable de l'Agence de Développement économique du Canada au Québec
  - 17 octobre 2000 - 14 janvier 2002: Brian Tobin
- Ministre responsable de l'Office fédéral du Développement régional au Québec
  - 4 novembre 1993 - 24 janvier 1996: Paul Martin
  - 25 janvier 1996 - 10 juin 1997: John Manley
- Ministre responsable du Québec
  - 15 janvier 2002 - 12 décembre 2003: Martin Cauchon
- Ministre spécial responsable de la Littérature
  - 4 novembre 1993 – 10 juin 1997: Joyce Fairbairn

### Ministères non membres du cabinet
- Secrétaire d'État de l'Agriculture et de l'Agroalimentaire
  - 18 juin 1997 - 2 août 1999: Gilbert Normand
- Secrétaire d'État de l'Agriculture, de l'Agroalimentaire, des Pêches et des Océans
  - 15 septembre 1994 - 10 juin 1997: Fernand Robichaud
- Secrétaire d'État chargé du Sport amateur
  - 3 août 1999 - 14 janvier 2002: Denis Coderre
  - 15 janvier 2002 - 17 juin 2003: Paul DeVillers
- Secrétaire d'État de l'Asie-Pacifique
  - 4 novembre 1993 - 8 janvier 2001: Raymond Chan
  - 9 janvier 2001 - 14 janvier 2002: Rey Pagtakhan
  - 15 janvier 2002 - 12 décembre 2003: David Kilgour
- Secrétaire d'État de l'Agence des Opportunités de l'Atlantique canadien
  - 25 janvier 1996 - 10 juin 1997: Lawrence MacAulay
  - 11 juin 1997 - 2 août 1999: Fred J. Mifflin
  - 3 août 1999 - 16 octobre 2000: George Baker
- Secrétaire d'État de l'Europe centrale et de l'Est et du Moyen-orient
  - 15 janvier 2002 - 12 décembre 2003: Gar Knutson
- Secrétaire d'État chargé de l'Enfance et de la Jeunesse
  - 11 juin 1997 - 12 décembre 2003: Ethel Blondin-Andrew
- Secrétaire d'État du Leader du gouvernement à la Chambre des communes
  - 15 septembre 1994 - 14 janvier 2002: Alfonso Gagliano
  - 15 janvier 2002 - 12 décembre 2003: Paul DeVillers
- Secrétaire d'État de l'Agence de Développement économique des régions du Québec
  - Dirigé par le Secrétaire d'État de l'Office fédéral du Développement régional - Québec.
  - 23 février 1998 - 14 janvier 2002: Martin Cauchon
  - 15 janvier 2002 - 12 décembre 2003: Claude Drouin
- Secrétaire d'État de l'Initiative fédérale de Développement économique du Nord ontarien
  - 3 août 1999 - 12 décembre 2003: Andy Mitchell
- Secrétaire d'État de l'Office fédéral de Développement régional - Québec
  - 25 janvier 1996 - 22 février 1998: Martin Cauchon
  - Devint le Secrétaire d'État de l'Agence canadienne de Développement économique pour les régions du Québec.
- Secrétaire d'État chargé des Pêches et Océans
  - 18 juin 1997 - 2 août 1999: Gilbert Normand
- Secrétaire d'État chargé de la Francophonie 
  - 3 août 1999 - 14 janvier 2002: Ronald J. Duhamel
  - 15 janvier 2002 - 12 décembre 2003: Denis Paradis
- Secrétaire d'État chargé des Affaires indiennes et du Développement nocturne
  - 15 janvier 2002 - 12 décembre 2003: Stephen Owen
- Secrétaire d'État chargé des Institutions financières internationales 
  - 4 novembre 1993 - 10 juin 1997: Douglas Peters
  - 11 juin 1997 - 14 janvier 2002: James Scott Peterson
  - 15 janvier 2002 - 25 mai 2002: John McCallum
  - 26 mai 2002 - 12 décembre 2003: Maurizio Bevilacqua
- Secrétaire d'État chargé de l'Amérique latine et de l'Afrique 
  - 4 novembre 1993 - 10 juin 1997: Christine Stewart
  - 11 juin 1997 - 14 janvier 2002: David Kilgour
  - 15 janvier 2002 - 12 décembre 2003: Denis Paradis
- Secrétaire d'État chargé du Multiculturalisme 
  - 4 novembre 1993 - 24 janvier 1996: Sheila Finestone
  - 25 janvier 1996 - 27 janvier 2002: Hedy Fry
  - 28 janvier 2002 - 25 mai 2002: Claudette Bradshaw
  - 26 mai 2002 - 12 décembre 2003: Jean Augustine
- Secrétaire d'État chargé des Parcs 
  - 11 juin 1997 - 2 août 1999: Andy Mitchell
- Secrétaire d'État chargé des Affaires parlementaires 
  - 4 novembre 1993 - 14 septembre 1994: Fernand Robichaud
  - 15 septembre 1994 - 24 janvier 1996: Alfonso Gagliano
- Secrétaire d'État chargé de l'Activité physique et du Sport
  - 17 juin 2003 - 12 décembre 2003: Paul DeVillers
- Secretary of State (Rural Development)
  - 3 August 1999 - 12 December 2003: Andrew Mitchell
- Secrétaire d'État chargé de la Science, de la Recherche et du Développement 
  - 4 novembre 1993 - 10 juin 1997: Jon Gerrard
  - 11 juin 1997 - 2 août 1999: Ronald J. Duhamel
  - 3 août 1999 - 14 janvier 2002: Gilbert Normand
  - 15 janvier 2002 - 25 mai 2002: Maurizio Bevilacqua
  - 26 mai 2002 - 12 décembre 2003: Rey Pagtakhan
- Secrétaire d'État chargé de Corporations de la couronne spécifiques 
  - 11 avril 2003 - 12 décembre 2003: Steven W. Mahoney
- Secrétaire d'État chargé du Statut de la Femme 
  - 4 novembre 1993 - 24 janvier 1996: Sheila Finestone
  - 25 janvier 1996 - 27 janvier 2002: Hedy Fry
  - 28 janvier 2002 - 25 mai 2002: Claudette Bradshaw
  - 26 mai 2002 - 12 décembre 2003: Jean Augustine
- Secrétaire d'État de l'Entrainement de la Jeunesse 
  - 4 novembre 1993 - 10 juin 1997: Ethel Blondin-Andrew
- Secrétaire d'État chargé des Vétérans 
  - 4 novembre 1993 - 10 juin 1997: Lawrence MacAulay
- Secrétaire d'État chargé de la Diversification de l'Économie de l'Ouest 
  - 25 janvier 1996 - 10 juin 1997: Jon Gerrard
  - 11 juin 1997 - 14 janvier 2002: Ronald J. Duhamel
  - 15 janvier 2002 - 12 décembre 2003: Stephen Owen